# Antonín Randa
Antonín Randa (tysk namnform: Anton von Randa), född 8 juli 1834 i Bistritz i Böhmen, död 6 oktober 1914 i Prag, var en tjeckisk jurist.
Randa blev 1858 juris doktor, 1860 privatdocent, 1862 e.o. professor och 1868 ordinarie professor i österrikisk civilrätt, handels- och växelrätt, allt vid Karlsuniversitetet i Prag; till dess tjeckiska avdelning, om vars tillkomst han inlade stor förtjänst, övergick han vid dennas utbrytning. Han var president i böhmiska Frans-Josefsakademien i Prag.
Randa inträdde 1881 i österrikiska herrehuset och i rikets högsta domstol ("Reichsgericht") samt var en kortare tid minister. På både tyska och tjeckiska språket utgav han högt ansedda privaträttsliga skrifter.